# Pracze (wieś)
Pracze – wieś w Polsce położona w województwie dolnośląskim, w powiecie milickim, w gminie Milicz.

## Charakterystyka
W latach 1975–1998 miejscowość administracyjnie należała do województwa wrocławskiego.
We wsi kręcone były zdjęcia do filmu Ptaki śpiewają w Kigali (2017) Joanny Kos-Krauze i Krzysztofa Krauzego.